# 唐臣 (弘治進士)
唐臣（1453年—？年），字堯佐，四川順慶府營山縣人，軍籍，明朝政治人物。

## 生平
四川鄉試第十三名舉人。弘治三年（1490年）中式庚戌科二甲第七十七名進士。

## 家族
曾祖唐友直；祖父唐禮；父唐應奎，母任氏。